# 烏格利亞
48°9′7″N 23°37′47″E / 48.15194°N 23.62972°E
烏格利亞，是烏克蘭的村落，位於該國西部外喀爾巴阡州，由佳切夫區負責管轄，始建於1544年，面積24.1平方公里，該村落海拔高度286米。